# Novo (Magazin)
Novo ist ein Online-Magazin, das viermal im Jahr eine buchartige Essaysammlung herausgibt. 

## Geschichte und Positionen
Hervorgegangen aus einer studentischen Initiative gegen Rassismus, wurde das Magazin Novo 1992 an der TU Darmstadt gegründet. Herausgeber war eine dem Trotzkismus nahestehende Studentengruppe namens „Linkswende“, die keinerlei Verbindungen zu Linksruck einer Strömung damals innerhalb der SPD und zu deren Ableger in Österreich mit dem gleichen Namen Linkswende unterhielt. Mitte der 1990er Jahre zog die Redaktion nach Frankfurt am Main um.
Am Ende des Jahrzehnts kam es zu einer inhaltlichen Neuorientierung: von antiautoritär linken hin zu libertär fortschrittsoptimistischen Positionen. Novo bezeichnet sich heute als „Forum für Debatten“, das „zum Verständnis der aktuellen Situation beitragen, Missstände kritisieren und nach Wegen in eine bessere Zukunft fragen“ wolle. Nach eigenen Aussagen wendet sich das Magazin gegen „Volkserzieher, professionelle Panikmacher, Technokraten und jeden, der meint, weniger Freiheit wäre die Antwort auf die Herausforderungen unserer Zeit“.
Chefredakteur und Herausgeber von 1992 bis 2011 war Thomas Deichmann. Seitdem ist Alexander Horn Geschäftsführer. Bis 2010 erschien Novo als zweimonatliches Printmagazin. Von 2009 bis 2016 nannte es sich in Eigenschreibweise „NovoArgumente“. Seit 2016 führt es wieder den Namen „Novo“ mit der Unterzeile „Argumente für den Fortschritt“. In diesem Jahr zog die Novo-Redaktion nach Berlin um.
Das Magazin ist Kooperationspartner des gleichfalls libertären, britischen Online-Magazins Spiked und des alljährlich in London stattfindenden Debattenfestivals Battle of Ideas.
Es besteht eine enge Zusammenarbeit von Novo und Achse des Guten. Dirk Maxeiner, Mitgründer der Achse des Guten, ist Autor bei Novo. Thomas Deichmann, Novo-Gründer und Chefredakteur bis 2011, war wiederum vielfacher Autor der Achse des Guten. Regelmäßig werden Novo-Artikel von der Achse des Guten gespiegelt und verlinkt.

## Rezeption
Im Jahr 2006 setzte sich das strom magazin mit den energiewirtschaftlichen Beiträgen des Heftes Nr. 81 auseinander. Die Autoren kamen zu dem Schluss, dass die Beiträge durchwegs konservative, einseitige Argumentationen aufwiesen, die mit wissenschaftlichen Zahlen „garniert“ seien. So würden Zweifel an der von Radioaktivität ausgehenden Gefahr und den Folgen der Nuklearkatastrophe von Tschernobyl genannt, die im Widerspruch zur wissenschaftlichen Forschung ständen. Auch würde der Solarenergie die Chance abgesprochen, kommerziell erfolgreich zur Energieversorgung Deutschlands beitragen zu können. Die Kosten und Gefahren der Atommüll-Endlagerung blieben jedoch unerwähnt. Das Heft, so die „Alte Zöpfe in neuem Gewand“ betitelte Rezension, animiere „eher zum skeptischen als zum verblüfften Kopfschütteln“.
In der FAZ nannte Lorenz Jäger das Magazin 2009 als Beispiel für Klimaskeptiker, die sich als „Ritter in Frontstellung“ gegen Politische Korrektheit sähen und Gefallen an Industriezuschüssen gefunden hätten, über konkrete Sponsoren aber schweigen. Opponenten würden regelmäßig als „naive Gutmenschen“ abgetan. Der Konservatismus in Novo sei geprägt von einem „elitistisch-technokratischen Glauben“ an einen „Kapitalismus in seiner fragwürdigsten Form“ und der Verortung des Westens in einem vermeintlichen Kulturkampf mit dem Islam.
Dirk Maxeiner und Michael Miersch von der Welt empfahlen 2008 Novo für Leser, die den Mainstream nicht teilen, als „publizistisches Refugium der Aufklärung“. Die Redaktion behandele Themen wie „Öko wird Großtechnik“ und „Lob der autonomen Unternehmensführung“. „Anti-Atom-Aktivisten“ und „Gentechnik-Paniker“ würden journalistisch hart angegangen. Ebenfalls in der Welt charakterisiert Ulli Kulke die Sichtweise des Magazins als „quergedacht und bisweilen auch unbequem“.
In einem 2010 in der Süddeutschen Zeitung erschienenen Artikel bezeichnet Johannes Boie Novo als ein ambitioniertes Projekt mit Anspruch und vielen klugen Texten, dessen Lektüre sich lohne. Manche Meinung in Novo erscheine zwar durchaus verwegen und zuweilen entstehe der Eindruck, es werde Kritik um der Kritik willen geübt. Gleichzeitig nützten dort bekannte Publizisten die Möglichkeit „frei von etablierten Blattlinien“ und ohne nennenswerte Bezahlung zu schreiben.
In Zeit Campus zählt Daniel Erk Novo zu seinen „Neun Tipps für mehr politisches Engagement“. In der „Zeitschrift mit liberalen Ideen ohne die Krawattigkeit der FDP“ sei Liberalismus wieder „klug und sexy“. Es lohne sich, über die Texte zu lesen, darüber nachzudenken und zu debattieren.
Im Kontext einer Zeitschriftenkolumne zu dem Online-Magazine Spiked positioniert Gregor Dotzauer vom Tagesspiegel 2018 Novo als „pathologisch industriefreundliches“ Partnermagazin von Spiked.
Der am 24. Februar 2020 auf der Novo Webseite veröffentlichte Artikel Die Leiden des jungen Torunarigha von Stefan Chatrath, Sportmarketing-Professor und Vize-Chef der Wissenschaftlichen Kommission des Landessportbundes, bezüglich der rassistischen Beleidigungen gegen den Fußballer Jordan Torunarigha führte zur Entbindung Chatraths von seinen Ämtern.

## Autoren
In Novo publizieren u. a. folgende Autoren:
- Ulrike Ackermann
- Sabine Beppler-Spahl
- Klaus Bittermann
- Monika Bittl
- Axel Brüggemann
- Ralf Dahrendorf
- Şinasi Dikmen
- Carl Djerassi
- Detmar Doering
- Vince Ebert
- Hans Rudi Fischer
- Heiner Flassbeck
- Monika Frommel
- Kevin Fuchs
- Frank Furedi
- Winfried Hassemer
- Jan Henrik Holst
- Karen Horn
- Matthias Horx
- Friedhelm Hufen
- Uwe Knop
- Walter Krämer
- Stefan Laurin
- Vera Lengsfeld
- Dieter S. Lutz
- Bjørn Lomborg
- Hubert Markl
- Dirk Maxeiner
- Horst Meier
- Michael Miersch
- Jürgen Mittelstraß
- Reinhard Olt
- Ingo Potrykus
- Tillmann Prüfer
- Josef H. Reichholf
- Frank Schäffler
- Thilo Spahl
- Hasso Spode
- Gabor Steingart
- Reinhard K. Sprenger
- Siegfried Unseld
- Angelika Willig

Interviewt wurden u. a.
- Patrick Bahners
- Gerhart Baum
- Ralf Fücks
- Anthony Giddens
- Manfred Güllner
- Rainer Hank
- Gertrud Höhler
- Josef Isensee
- Jordan Peterson
- Sabine Leutheusser-Schnarrenberger
- Christian Lindner
- Wolf Singer
- Peter Sloterdijk
- Juli Zeh
- Slavoj Žižek

## Auflage
Gemäß eigenen Angaben hatte die Novo-Printausgabe 2015 eine Auflagenhöhe von 1.500 bis 2.000 Heften pro Ausgabe.